# René Latourelle
René Latourelle (Montréal, 28 ottobre 1918 – Richelieu, 16 novembre 2017) è stato un presbitero e teologo canadese.

## Biografia
Entrato nel noviziato dei gesuiti nel 1938, Latourelle ha conseguito il master in letteratura francese nel 1942 all'Università di Montréal, la licenza in filosofia nel 1944 all'Università dei gesuiti di Montreal, il dottorato in storia nel 1950 all'Università di Montreal e il dottorato in teologia nel 1957 alla Pontificia Università Gregoriana. Nel 1950 è stato ordinato prete. Dal 1956 ha insegnato teologia fondamentale all'Università dei gesuiti di Montreal fino al 1959, anno in cui è stato chiamato ad insegnare la stessa materia a Roma all'Università Gregoriana, incarico che ha esercitato fino al 1989, anno in cui si è ritirato dall'insegnamento. Ritornato in Canada, si è dedicato alla scrittura e all'attività pastorale sotto forma di conferenze, lezioni, predicazioni, conduzione di ritiri spirituali e sessioni di studio, attività che è durata fino all'inizio degli anni duemila.

## Opere principali
- Théologie de la Révélation, 1963 (in italiano: Teologia della Rivelazione, Cittadella, 1992)
- Le Christ et L'Eglise signes du salut, 1971 (in italiano: Cristo e la Chiesa segni di salvezza, Cittadella, 1998)
- L'accès a Jésus par les Évangiles: histoire et herméneutique, 1978 (in italiano: A Gesù attraverso i vangeli: storia ed ermeneutica, Cittadella, 1992)
- L’homme et ses problèmes dans la lumière du Christ, 1981 (in italiano: L'uomo e i suoi problemi alla luce di Cristo, Cittadella, 1995)
- Miraclés de Jésus et théologie du miracle, 1988 (in italiano: Miracoli di Gesù e teologia del miracolo, Cittadella, 1992)
- De la morosité a l'esperance, 1994 (in italiano: Dall'apatia alla speranza, Cittadella, 1999)
- Du prodige au miracle, 1995
- À la recherche du sens perdu, 2004
- Come curatore editoriale: Dictionnaire de théologie fondamentale, 1988 (in italiano: Dizionario di teologia fondamentale, Cittadella, 1998, edizione a cura di Rino Fisichella)